# Xiao Hui Wang
Xiao Hui Wang (en xinès tradicional i simplificat: 王小慧; en pinyin: Wáng Xiǎohuì, Tianjin, 15 de juny de 1957) és una artista, fotògrafa, dissenyadora, cineasta, escultora i autora xinesa.
La seva obra ha estat exhibida internacionalment i ha rebut nombrosos guardons, tant a la Xina com arreu del món. Un museu d'art contemporani, el Museu d'Art Xiao Hui Wang de Suzhou, porta el seu nom.
Ha estat professora a la Universitat de Tongji des del 2003, on dirigeix el Centre d'Art Xiao Hui Wang. Divideix el seu temps entre Xina i Alemanya, participant en nombroses activitats culturals.

## Biografia
Xiao Hui Wang va néixer el 15 de juny de 1957 durant el Gran Salt Endavant, seguit per la Revolució Cultural. La seva mare, professora universitària de música amb familiars taiwanesos, va ser obligada a separar-se d'ella i del seu pare i viure a part. En 1978, es va inscriure a la Universitat de Tongji per estudiar arquitectura, graduant-se el 1983. Tres anys més tard, el 1986, va obtenir un Mestratge en Disseny i Ciència de Comunicació a la mateixa universitat, i es va casar amb el seu company de classes, Yu Lin.
Després de rebre beques de part del govern alemany, la parella es va mudar a Alemanya per continuar els seus estudis. Entre 1987 i 1991, Wang va fer un doctorat en la Universitat Tècnica de Múnic. Entre 1990 i 1992, va estudiar en l'Acadèmia de Cinema de Múnic. En 1991, camí a Praga, la parella van tenir un accident de cotxe que va cobrar la vida de Lin i va deixar a Wang a l'hospital; durant aquest temps, Wang va desenvolupar un major interès en la fotografia, documentant i explorant la seva recuperació visualment. Amb passar dels dies, es va prendre fotos d'elles mateixes, de la seva cambra d'hospital i dels seus visitants. Aquesta experiència la va transformar gradualment, donant-li un nou significat a la seva vida i influint la seva decisió de convertir-se en artista.
Un any després, el 1992, Wang va començar a mostrar les seves obres. La seva primera exhibició durant aquest període es va dur a terme a Múnic. La segona, el 1993, va ocórrer a Berlín.
A més dels seus projectes fotogràfics, va començar a treballar en nombrosos projectes cinematogràfics i televisius a Alemanya. Va escriure guions per a la sèrie de Bayerischer Rundfunk Kulturen der Welt aquest mateix any; després, el 1993, va ser consultora per al documental Xinès-Alemany Famílies en Beijing: Casa amb pati interior. En 1994, va escriure i va dirigir el seu curt 35 mm en blanc i negre anomenat La lluna trencada, en el qual una dona camina pels carrers de nit, trobant-se amb estranys i al·lusius personatges; quan arriba a un llac que mostra el reflex de la lluna i ho toca, la imatge desapareix enmig de les ones de l'aigua. El film i el seu guió van guanyar premis a Alemanya i Àustria.
En 1995, va ser la supervisora artística d'una co-producció xino-Japonesa anomenada La cadira, i va escriure un guió anomenat Vela blau extingida. En 1996 va dirigir un documental sobre l'Òpera de Pequín.
El 1997, va organitzar tres exhibicions de la seva obra: dos a Alemanya i una a la Xina. Aquestes van ser seguides per sis més entre 1998 i 2001: una a Suïssa, una altra a la Xina i les altres a Alemanya. Va guanyar tres premis durant aquest temps.
El 2001, va esdevenir professora de la seva antiga escola, la Universitat Tongji, i va fundar el Centre d'Art Xiao Hui Wang, primer institut artístic a la Xina en centrar-se en l'Art dels nous mitjans. L'any 2007, el Centre va guanyar el concurs internacional de disseny del pavelló temàtic "Petjada Urbana" de la Expo 2010 de Xangai, afavorit pel Museu de Xangai.

## Premis
- Premi del Llibre de Xangai i Premi Bingxin (de Literatura Nacional) pel meu diari visual (2002)[4]
- Millor Autora pel meu diari visual (2003)[5]
- Membre Honorari de l'Associació Alemanya de Fotògrafs Freelance (BFF) (2005)[5]
- Premi de l'Amistat Alemanya-Xina atorgat pel govern alemany (2007)[6]
- Fotògraf Internacional de l'Any per Xangai Mitjana Group (2007)[7]
- Premi d'Artista Internacional Estel en el St. Moritz Art Masters (2008)
- Artista de l'Any per Southern Mitjana Group (2008)[8]
- Membre Honorari de l'Escola d'Orfebreria Van Cleef & Arpels (2012)[9]